# ジャン・オーレル
ジャン・オーレル（Jean Aurel、1925年11月6日 ルーマニア・ラストリッツァ - 1996年8月26日 パリ）は、フランスの映画監督、脚本家。フランソワ・トリュフォーの脚本家として知られる。

## 来歴
- 1925年11月6日、ルーマニア・ムレシュ県ラストリッツァを走る寝台車のなかで生まれた。
- 1951年、アナトール・ドーマン製作のもと短編映画『L'Affaire Manet（マネ事件）』を撮る。数本の短編映画を演出。平行して、週刊誌『アール Art』に執筆をし、ジャン＝リュック・ゴダール、フランソワ・トリュフォーの時代、つまりヌーヴェルヴァーグ揺籃期の『カイエ・デュ・シネマ』誌の編集者となり、とりわけ7歳下のトリュフォーと親交を深く結ぶ。
- IDHEC卒。1955年、その教育課程の一環で、アウグスト・ジェニーナ監督の遺作となる『フルフル Frou-Frou』の助監督についた。同作の撮影監督はアンリ・アルカン（Henri Alekan）。同年、カルミネ・ガローネ/レンツォ・メルーシ共同監督の『La Fille de Mata Hari（マタハリの娘）』の脚本を書き、つづいてルネ・クレールやミシェル・ボワロン、ジャック・ピノトー、ジャック・ベッケル、ロジェ・ヴァディムらを支える脚本家へ。
- 1963年、第一次世界大戦についてのドキュメンタリー映画『14-18』で長編監督デビュー。1965年の米国アカデミー長編ドキュメンタリー映画賞にノミネート。同作のプロデューサーでもある。
- 1979年、フランソワ・トリュフォー監督『逃げ去る恋』の脚本に参加、以来『隣の女』（1981年）、遺作『日曜日が待ち遠しい!』（1983年）と最晩年の3本に、いずれもシュザンヌ・シフマンとともに脚本参加。
- 1996年8月26日、パリで死去。70歳。

## 人物
- フィクションの演出を試みたが、大きな成功は得られなかった。ドキュメンタリーの演出、とくに『14-18』（1963年）や『La Bataille de France』（1964年）といった2つの世界大戦はらくにできたようである[1]。
- 19世紀小説を数本映画化したが、むしろすぐれているのは『Staline』（1985年）やボリス・スヴァーリン（Boris Souvarine）の伝記の映画化であった[1]。

## フィルモグラフィー

### 脚本
- L'Affaire Manet (短編、1951) 監督作
- Les Aventures extraordinaires de Jules Verne (1952) 監督作
- La Fille de Mata Hari (La Figlia di Mata Hari 1955) カルミネ・ガローネ/レンツォ・メルーシ共同監督
- C'est arrivé à Aden (1956) ミシェル・ボワロン監督
- 乙女の館 Club de femmes (1956) ラルフ・ハビブ監督、仏伊合作
- リラの門 Porte des Lilas (1957) ルネ・クレール監督
- Le Triporteur (1957) ジャック・ピノトー監督
- 殿方ご免遊ばせ Une parisienne (1957) ミシェル・ボワロン監督
- Chéri, fais-moi peur (1958) ジャック・ピノトー監督
- Taxi, Roulotte et Corrida (1958) アンドレ・ユヌベル監督
- Délit de fuite (1959) ベルナール・ボルドリー監督
- 穴 Le Trou (1960)ジャック・ベッケル監督
- 何がなんでも首ッたけ La Bride sur le cou (1961)ロジェ・ヴァディム監督
- スタンダールの恋愛論 De l'amour (1964) 監督作
- Gariban (1966) ルネ・クレールと共同脚本、トルコ映画
- Lamiel (1967) 監督作
- 恋のマノン Manon 70 (1968) 監督作
- 女性たち Les Femmes (1969) ビデオ邦題、監督作
- Êtes-vous fiancée à un marin grec ou à un pilote de ligne ? (1971) 監督作
- 逃げ去る恋 L'Amour en fuite (1979) フランソワ・トリュフォー監督
- 隣の女 La Femme d'à côté (1981) フランソワ・トリュフォー監督
- 日曜日が待ち遠しい! Vivement dimanche ! (1983)　フランソワ・トリュフォー監督
- Staline (1985) 監督作
- Rosine (1994) クリスティーヌ・カリエール監督

### 監督
- Joan Miro 1949年 共同監督シャルル・エチエンヌ、短編
- Les Fêtes galantes (Watteau) (1950)  ナレーションジェラール・フィリップ
- L'Affaire Manet (1951) 脚本も
- Le Cœur d'amour épris du roi René (1952)
- Les Aventures extraordinaires de Jules Verne (1952) 脚本も
- La Bride sur le cou (1961) 脚本も
- 14-18 (1963) プロデューサーも　※長編デビュー作
- La Bataille de France (1964)
- スタンダールの恋愛論 De l'amour (1964) 脚本も
- Lamiel (1967) 脚本も
- 恋のマノン Manon 70 (1968) 脚本も
- 女性たち Les Femmes (1969) ビデオ邦題、脚本も
- Êtes-vous fiancée à un marin grec ou à un pilote de ligne? (1971) 脚本も
- ...Comme un pot de fraises ! (1974)
- Staline (1985) 脚本も

### 出演
- 左側に気をつけろ Soigne ton gauche (ルネ・クレマン監督の短編、1936)
- Vivre ensemble (1973) アンナ・カリーナ監督

## 註
1. 1 2  仏語版Wikipedia Jean Aurelの項の記述より。